# IDVD
iDVD era una aplicación de software multimedia de la compañía informática Apple para su sistema operativo Mac OS X. iDVD permite agregar películas QuickTime, música MP3 y fotos digitales a un DVD que puede ser reproducido en un reproductor doméstico. Es considerado el último paso del paquete iLife, ya que reúne en un medio externo el resultado de las otras aplicaciones.
Mientras que originalmente estuvo disponible solamente para ordenadores Mac equipados con unidades SuperDrive que podían grabar DVD, posteriormente se incluía sin ningún costo adicional con todos los equipos nuevos. En la versión 6 de iDVD, Apple finalmente abrió las puertas para que unidades ópticas de terceras partes pudieran grabar proyectos.
El programa usa el concepto de Temas para permitir facilitar la creación de menús interactivos. Los temas contienen zonas de arrastrado de películas o fotografías que se anima automáticamente en caso necesario.
El programa se integra con el resto de las aplicaciones del paquete. Los proyectos de iMovie y las presentaciones de iPhoto pueden ser exportadas directamente a iDVD. En el caso de los proyectos de iMovie, los menús de selección de escenas se crean automáticamente en concordancia con los marcadores de capítulos configurados en iMovie. Cuenta también con una sección de Media —que provee el acceso directo a la biblioteca de iTunes, a la de iPhoto y a la carpeta de Películas— y una Vista en mapa que muestra de forma gráfica el sistema de menú actual del proyecto.
Para proyectos simples dispone de una función llamada DVD en un paso, que automáticamente rebobina la cámara DV conectada al principio de la cinta y crea un DVD con el contenido. Además, iDVD 6.0 estrenó una interfaz de usuario basado en iTunes 5 y 6. 
El 7 de agosto de 2007 se lanzó la versión iLife '08, en la que iDVD alcanzó la versión 7, desde entonces iDVD solo ha recibido corrección de errores y no ha sido actualizado ni en iLife '09 ni en iLife '11 